# 台灣赤煉蛇
台灣赤煉蛇（學名：Rhabdophis tigrinus formosanus），又名虎斑游蛇、虎斑頸槽蛇臺灣亞種、紅脖游蛇，是蛇亞目游蛇科頸槽蛇屬下的一種有毒蛇類，此亞種僅分佈於台灣。

## 描述
臺灣赤煉蛇是一種中型的蛇類，最大全長可達120公分，在其頭頸部有一黑色橫帶，其後緊接著為一黃橙色的寬橫帶。身體為黑黃相間的斑紋，一般而言，黑色的斑塊會比黃色斑塊為大。背鱗為 19 縱列。

## 習性
臺灣赤煉蛇日行性，常以山區溪流、樹林底等潮濕環境為棲地。主要以蛙類和蟾蜍為食，亦有捕食魚、鳥和鼠類和其他蛇類的紀錄。於夏季產卵，每窩產卵約8到47顆，孵化期約1個半月，初生仔蛇全長約16公分。
台灣赤煉蛇的齒式為後溝牙型，於發怒時，台灣赤煉蛇會將身體弓起，將頸部擴大部份的腺體正對著敵人或掠食者，同時釋出會引起眼睛不適的刺激性分泌物。其毒液並非自身製造，而是由捕食的蟾蜍中獲得。日本有2例咬人致死紀錄，中國亦有嚴重咬傷的案例。在台灣雖無致死相關報導，但仍不可忽視其危險性。

## 棲地
臺灣赤煉蛇主要棲身於中海拔山區的原始闊葉林，及其邊緣的灌叢地帶的潮濕環境，如山區溪流、山澗、森林底層等。過去台灣赤煉蛇僅發現位於海拔1500-2500公尺的山區活動，唯近年亦有於海拔 2800 公尺發現之紀錄。